# Critoniella
Critoniella es un género de plantas perteneciente a la familia Asteraceae. Comprende 6 especies descritas y  aceptadas.  Es originario de Sudamérica.

## Descripción
Las plantas de este género sólo tienen disco (sin rayos florales) y los pétalos son de color blanco, ligeramente amarillento blanco, rosa o morado (nunca de un completo color amarillo).

## Taxonomía
El género fue descrito por R.M.King & H.Rob. y publicado en Phytologia 30: 284. 1975.

## Especies aceptadas
A continuación se brinda un listado de las especies del género Critoniella aceptadas hasta junio de 2012, ordenadas alfabéticamente. Para cada una se indica el nombre binomial seguido del autor, abreviado según las convenciones y usos.
- Critoniella acuminata (Kunth) R.M.King & H.Rob.
- Critoniella albertosmithii (B.L.Rob.) R.M.King & H.Rob.
- Critoniella lebrijensis (B.L.Rob.) R.M.King & H.Rob.
- Critoniella leucolithogena (B.L.Rob.) R.M.King & H.Rob.
- Critoniella tenuifolia (Kunth) R.M.King & H.Rob.
- Critoniella vargasiana (DC.) R.M.King & H.Rob.